# Serieåret 1984

## Händelser

### Maj
- Maj - I USA publicerar Kevin Eastman och Peter Laird, på en seremässa i Portsmouth, New Hampshire, det första äventyret med sin nya svartvita serie Teenage Mutant Ninja Turtles, som handlar om de fyra mutantsköldpaddorna  Donatello, Leonardo, Michelangelo och Raphael samt deras lärare Splinter. Det första avsnittet handlar om sköldpaddornas kamp mot Purple Dragons samt Shredder och Fotklanen.[1]

### Oktober
- 15 oktober - Den första specialauktionen för serietidningar i Sverige håls på Stockholms auktionsverk.[2]

### Okänt datum
- Den svenska serietidningen Mika börjar ges ut och kommer ut med totalt 11 nummer, alla under detta år.
- Den svenska serietidningen Mika börjar tryckas i färg.[3]
- I Sverige tar Semic Press över utgivningen av Marvel-serier från Atlantic. I samband med det byter serietidningen "Hulk" namn till "Hulken.

## Pristagare
- 91:an-stipendiet: Rolf Gohs

## Utgivning
- Marvel-Pocket nummer 1
- Mika nummer 1-11 (nedlagd/avslutad)

### Album
- Farliga fakta (Lucky Luke)[4]

## Födda
- 22 april – Lina Neidestam, svensk serietecknare.

## Avlidna
- 30 maj – Al Hubbard, 71, amerikansk Disneytecknare.

### Fotnoter
1. ↑  ”Teenage Mutant Ninja Turtles #1” (på engelska). Mirage Licensing. maj 1984. http://miragelicensing.com/comics/mirage/volume01/01/01.html. Läst 18 mars 2012.
2. ↑   Horisont 1984. Bertmarks
3. ↑  Swecomics
4. ↑  ”Lucky Luke på svenska”. Arkiverad från originalet den 11 november 2014. https://web.archive.org/web/20141111004811/http://www.visit.se/~dampgrodan/album_kronolog.html. Läst 12 mars 2011.